# 方城駅
方城駅（ほうじょうえき）は、かつて福岡県田川郡金田町（現・福智町）金田にあった、日本国有鉄道（国鉄）伊田線の貨物駅（廃駅）である。貨物支線の廃線に伴い、1971年（昭和46年）3月15日に廃駅となった。

## 歴史
- 1903年（明治36年）4月1日：九州鉄道により開業[1]。
- 1907年（明治40年）7月1日：九州鉄道国有化[1]。
- 1971年（昭和46年）3月15日：貨物支線の廃線に伴い廃止[1]。

## 隣の駅
日本国有鉄道
伊田線（貨物支線）
金田駅 - （貨）方城駅